# Gran Premio de Aragón de Motociclismo de 2025
El Gran Premio de Aragón de Motociclismo de 2025 (oficialmente: Gran Premio GoPro de Aragón) fue la octava prueba del Campeonato del Mundo de Motociclismo de 2025. Tuvo lugar en el fin de semana del 6 al 8 de junio de 2025 en el MotorLand Aragón, situado en la localidad de Alcañiz, Provincia de Teruel, Aragón, España.
La carrera al sprint de MotoGP fue ganada por Marc Márquez, seguido de Álex Márquez y Fermín Aldeguer.
La carrera de MotoGP fue ganada porMarc Márquez, seguido de Álex Márquez y Francesco Bagnaia. Deniz Öncü fue el ganador de la prueba de Moto2, por delante de Diogo Moreira y Barry Baltus. La carrera de Moto3 fue ganada por David Muñoz, Máximo Quiles fue segundo y Álvaro Carpe tercero.

## Resultados

### Resultados MotoGP

#### Carrera al sprint
| Pos.    | N.º | Piloto                | Equipo                            | Constructor | Vueltas | Tiempo    | Parrilla | Puntos |
| ------- | --- | --------------------- | --------------------------------- | ----------- | ------- | --------- | -------- | ------ |
| 1       | 93  | Marc Márquez          | Ducati Lenovo Team                | Ducati      | 11      | 19:43.026 | 1        | 12     |
| 2       | 73  | Álex Márquez          | BK8 Gresini Racing MotoGP         | Ducati      | 11      | +2.080    | 2        | 9      |
| 3       | 54  | Fermín Aldeguer       | BK8 Gresini Racing MotoGP         | Ducati      | 11      | +4.630    | 7        | 7      |
| 4       | 21  | Franco Morbidelli     | Pertamina VR46 Racing Team        | Ducati      | 11      | +5.944    | 3        | 6      |
| 5       | 37  | Pedro Acosta          | Red Bull KTM Factory Racing       | KTM         | 11      | +6.095    | 5        | 5      |
| 6       | 49  | Fabio Di Giannantonio | Pertamina Enduro VR46 Racing Team | Ducati      | 11      | +6.379    | 10       | 4      |
| 7       | 12  | Maverick Viñales      | Red Bull KTM Tech3                | KTM         | 11      | +7.213    | 8        | 3      |
| 8       | 72  | Marco Bezzecchi       | Aprilia Racing                    | Aprilia     | 11      | +8.343    | 20       | 2      |
| 9       | 33  | Brad Binder           | Red Bull KTM Factory Racing       | KTM         | 11      | +9.982    | 6        | 1      |
| 10      | 25  | Raúl Fernández        | Trackhouse Racing MotoGP          | Aprilia     | 11      | +11.427   | 13       |        |
| 11      | 20  | Fabio Quartararo      | Monster Energy Yamaha MotoGP      | Yamaha      | 11      | +13.331   | 9        |        |
| 12      | 63  | Francesco Bagnaia     | Ducati Lenovo Team                | Ducati      | 11      | +14.017   | 4        |        |
| 13      | 43  | Jack Miller           | Prima Pramac Yamaha               | Yamaha      | 11      | +16.494   | 14       |        |
| 14      | 42  | Álex Rins             | Monster Energy Yamaha MotoGP      | Yamaha      | 11      | +17.202   | 15       |        |
| 15      | 88  | Miguel Oliveira       | Prima Pramac Yamaha               | Yamaha      | 11      | +18.287   | 16       |        |
| 16      | 5   | Johann Zarco          | LCR Honda Castrol                 | Honda       | 11      | +19.284   | 12       |        |
| 17      | 23  | Enea Bastianini       | Red Bull KTM Tech3                | KTM         | 11      | +19.841   | 17       |        |
| 18      | 32  | Lorenzo Savadori      | Aprilia Racing                    | Aprilia     | 11      | +23.763   | 19       |        |
| 19      | 35  | Somkiat Chantra       | LCR Honda Idemitsu                | Honda       | 11      | +31.069   | 21       |        |
| Ret     | 7   | Augusto Fernández     | Monster Energy Yamaha MotoGP      | Yamaha      | 8       | Retirado  | 18       |        |
| Ret     | 36  | Joan Mir              | Honda HRC Castrol                 | Honda       | 2       | Caída     | 11       |        |
| Fuente: |     |                       |                                   |             |         |           |          |        |

#### Carrera larga
| Pos.    | N.º | Piloto                | Equipo                            | Constructor | Vueltas | Tiempo    | Parrilla | Puntos |
| ------- | --- | --------------------- | --------------------------------- | ----------- | ------- | --------- | -------- | ------ |
| 1       | 93  | Marc Márquez          | Ducati Lenovo Team                | Ducati      | 23      | 41:11.195 | 1        | 25     |
| 2       | 73  | Álex Márquez          | BK8 Gresini Racing MotoGP         | Ducati      | 23      | +1.107    | 2        | 20     |
| 3       | 63  | Francesco Bagnaia     | Ducati Lenovo Team                | Ducati      | 23      | +2.029    | 4        | 16     |
| 4       | 37  | Pedro Acosta          | Red Bull KTM Factory Racing       | KTM         | 23      | +7.657    | 5        | 13     |
| 5       | 21  | Franco Morbidelli     | Pertamina VR46 Racing Team        | Ducati      | 23      | +10.363   | 3        | 11     |
| 6       | 54  | Fermín Aldeguer       | BK8 Gresini Racing MotoGP         | Ducati      | 23      | +11.889   | 7        | 10     |
| 7       | 36  | Joan Mir              | Honda HRC Castrol                 | Honda       | 23      | +14.938   | 11       | 9      |
| 8       | 72  | Marco Bezzecchi       | Aprilia Racing                    | Aprilia     | 23      | +16.022   | 20       | 8      |
| 9       | 49  | Fabio Di Giannantonio | Pertamina Enduro VR46 Racing Team | Ducati      | 23      | +18.321   | 10       | 7      |
| 10      | 25  | Raúl Fernández        | Trackhouse Racing MotoGP          | Aprilia     | 23      | +19.190   | 13       | 6      |
| 11      | 42  | Álex Rins             | Monster Energy Yamaha MotoGP      | Yamaha      | 23      | +19.646   | 15       | 5      |
| 12      | 23  | Enea Bastianini       | Red Bull KTM Tech3                | KTM         | 23      | +24.624   | 17       | 4      |
| 13      | 7   | Augusto Fernández     | Monster Energy Yamaha MotoGP      | Yamaha      | 23      | +25.986   | 18       | 3      |
| 14      | 43  | Jack Miller           | Prima Pramac Yamaha               | Yamaha      | 23      | +26.761   | 14       | 2      |
| 15      | 88  | Miguel Oliveira       | Prima Pramac Yamaha               | Yamaha      | 23      | +27.122   | 16       | 1      |
| 16      | 35  | Somkiat Chantra       | LCR Honda Idemitsu                | Honda       | 23      | +37.117   | 21       |        |
| 17      | 32  | Lorenzo Savadori      | Aprilia Racing                    | Aprilia     | 23      | +43.588   | 19       |        |
| 18      | 12  | Maverick Viñales      | Red Bull KTM Tech3                | KTM         | 23      | +1:26.319 | 8        |        |
| Ret     | 20  | Fabio Quartararo      | Monster Energy Yamaha MotoGP      | Yamaha      | 12      | Caída     | 9        |        |
| Ret     | 33  | Brad Binder           | Red Bull KTM Factory Racing       | KTM         | 11      | Caída     | 6        |        |
| Ret     | 5   | Johann Zarco          | LCR Honda Castrol                 | Honda       | 8       | Caída     | 12       |        |
| Fuente: |     |                       |                                   |             |         |           |          |        |

### Resultados Moto2
| Pos.    | N.º | Piloto                  | Constructor | Vueltas | Tiempo             | Parrilla | Puntos |
| ------- | --- | ----------------------- | ----------- | ------- | ------------------ | -------- | ------ |
| 1       | 53  | Deniz Öncü              | Kalex       | 19      | 35:12.600          | 3        | 25     |
| 2       | 10  | Diogo Moreira           | Kalex       | 19      | +0.003             | 1        | 20     |
| 3       | 7   | Barry Baltus            | Kalex       | 19      | +1.949             | 2        | 16     |
| 4       | 81  | Senna Agius             | Kalex       | 19      | +5.196             | 13       | 13     |
| 5       | 12  | Filip Salač             | Boscoscuro  | 19      | +5.926             | 7        | 11     |
| 6       | 44  | Arón Canet              | Kalex       | 19      | +6.275             | 4        | 10     |
| 7       | 16  | Joe Roberts             | Kalex       | 19      | +9.192             | 9        | 9      |
| 8       | 24  | Marcos Ramírez          | Kalex       | 19      | +9.252             | 15       | 8      |
| 9       | 18  | Manuel González         | Kalex       | 19      | +9.296             | 18       | 7      |
| 10      | 21  | Alonso López            | Boscoscuro  | 19      | +12.144            | 10       | 6      |
| 11      | 28  | Izan Guevara            | Boscoscuro  | 19      | +14.601            | 16       | 5      |
| 12      | 75  | Albert Arenas           | Kalex       | 19      | +15.442            | 12       | 4      |
| 13      | 96  | Jake Dixon              | Boscoscuro  | 19      | +15.601            | 14       | 3      |
| 14      | 4   | Iván Ortolá             | Boscoscuro  | 19      | +17.549            | 20       | 2      |
| 15      | 17  | Daniel Muñoz            | Kalex       | 19      | +17.601            | 17       | 1      |
| 16      | 84  | Zonta van den Goorbergh | Kalex       | 19      | +18.658            | 8        |        |
| 17      | 14  | Tony Arbolino           | Boscoscuro  | 19      | +19.376            | 11       |        |
| 18      | 13  | Celestino Vietti        | Boscoscuro  | 19      | +24.741            | 19       |        |
| 19      | 99  | Adrián Huertas          | Kalex       | 19      | +24.854            | 24       |        |
| 20      | 3   | Sergio García           | Boscoscuro  | 19      | +26.598            | 23       |        |
| 21      | 11  | Álex Escrig             | Forward     | 19      | +32.757            | 22       |        |
| 22      | 92  | Yuki Kunii              | Kalex       | 19      | +36.701            | 26       |        |
| 23      | 9   | Jorge Navarro           | Forward     | 19      | +42.372            | 25       |        |
| 24      | 41  | Nakarin Atiratphuvapat  | Kalex       | 19      | +1:42.053          | 28       |        |
| Ret     | 71  | Ayumu Sasaki            | Kalex       | 13      | Caída              | 21       |        |
| Ret     | 15  | Darryn Binder           | Kalex       | 5       | Problemas técnicos | 27       |        |
| Ret     | 27  | Daniel Holgado          | Kalex       | 0       | Caída              | 5        |        |
| Ret     | 80  | David Alonso            | Kalex       | 0       | Caída              | 6        |        |
| Fuente: |     |                         |             |         |                    |          |        |

### Resultados Moto3
| Pos.    | N.º | Piloto             | Constructor | Vueltas | Tiempo     | Parrilla | Puntos |
| ------- | --- | ------------------ | ----------- | ------- | ---------- | -------- | ------ |
| 1       | 64  | David Muñoz        | KTM         | 17      | 33:33.745  | 9        | 25     |
| 2       | 28  | Máximo Quiles      | KTM         | 17      | +0.050     | 3        | 20     |
| 3       | 83  | Álvaro Carpe       | KTM         | 17      | +0.381     | 4        | 16     |
| 4       | 22  | David Almansa      | Honda       | 17      | +0.459     | 7        | 13     |
| 5       | 58  | Luca Lunetta       | Honda       | 17      | +0.636     | 2        | 11     |
| 6       | 36  | Ángel Piqueras     | KTM         | 17      | +0.690     | 10       | 10     |
| 7       | 66  | Joel Kelso         | KTM         | 17      | +0.739     | 8        | 9      |
| 8       | 99  | José Antonio Rueda | KTM         | 17      | +0.860     | 1        | 8      |
| 9       | 6   | Ryusei Yamanaka    | KTM         | 17      | +1.160     | 12       | 7      |
| 10      | 14  | Cormac Buchanan    | KTM         | 17      | +1.729     | 13       | 6      |
| 11      | 72  | Taiyo Furusato     | Honda       | 17      | +3.639     | 5        | 5      |
| 12      | 19  | Scott Ogden        | KTM         | 17      | +6.517     | 11       | 4      |
| 13      | 73  | Valentín Perrone   | KTM         | 17      | +6.581     | 15       | 3      |
| 14      | 21  | Ruché Moodley      | KTM         | 17      | +7.253     | 14       | 2      |
| 15      | 71  | Dennis Foggia      | KTM         | 17      | +15.449    | 18       | 1      |
| 16      | 55  | Noah Dettwiler     | KTM         | 17      | +22.739    | 24       |        |
| 17      | 10  | Nicola Carraro     | Honda       | 17      | +22.860    | 16       |        |
| 18      | 54  | Riccardo Rossi     | Honda       | 17      | +23.415    | 22       |        |
| 19      | 94  | Guido Pini         | KTM         | 17      | +23.531    | 20       |        |
| 20      | 5   | Tatchakorn Buasri  | Honda       | 17      | +26.687    | 21       |        |
| 21      | 8   | Eddie O’Shea       | Honda       | 17      | +29.640    | 23       |        |
| 22      | 32  | Vicente Pérez      | KTM         | 17      | +49.208    | 17       |        |
| 23      | 89  | Marcos Uriarte     | Honda       | 16      | +1 vuelta  | 25       |        |
| NC      | 82  | Stefano Nepa       | Honda       | 12      | +5 vueltas | 19       |        |
| Ret     | 12  | Jacob Roulstone    | KTM         | 7       | Retirado   | 6        |        |
| DNS     | 31  | Adrián Fernández   | Honda       |         | No comenzó |          |        |
| Fuente: |     |                    |             |         |            |          |        |